# Huka-vízesés
A Huka-vízesés vízesések sorozata a Waikato-folyón, mely a Taupói-tóba torkollik Új-Zélandon. A folyó egy néhány száz méteres szakaszon egy alig 15 méter széles kanyonon vág át, mely a Taupói-tó korábbi tófenekébe vájódott, amely az Oranui-kitörés során keletkezett mintegy 26 500 évvel ezelőtt.
Az áthaladó vízmennyiség gyakran eléri a 220 000 liter/másodperc értéket. Az átáramló víz mennyiségét a folyón létesített Mighty River Power és a tavon létrehozott Taupo Control Gate által szabályozzák. 
A vízeséssorozat felső részén néhány kisebb vízesés található, melyek együttesen 8 métert zuhannak, majd az utolsó tagnál hat méternyi esés következik a folyón. A vízesés népszerű a turisták körében, mivel közel esik a Taupo tóhoz és könnyedén megközelíthető az 1-es főút által.

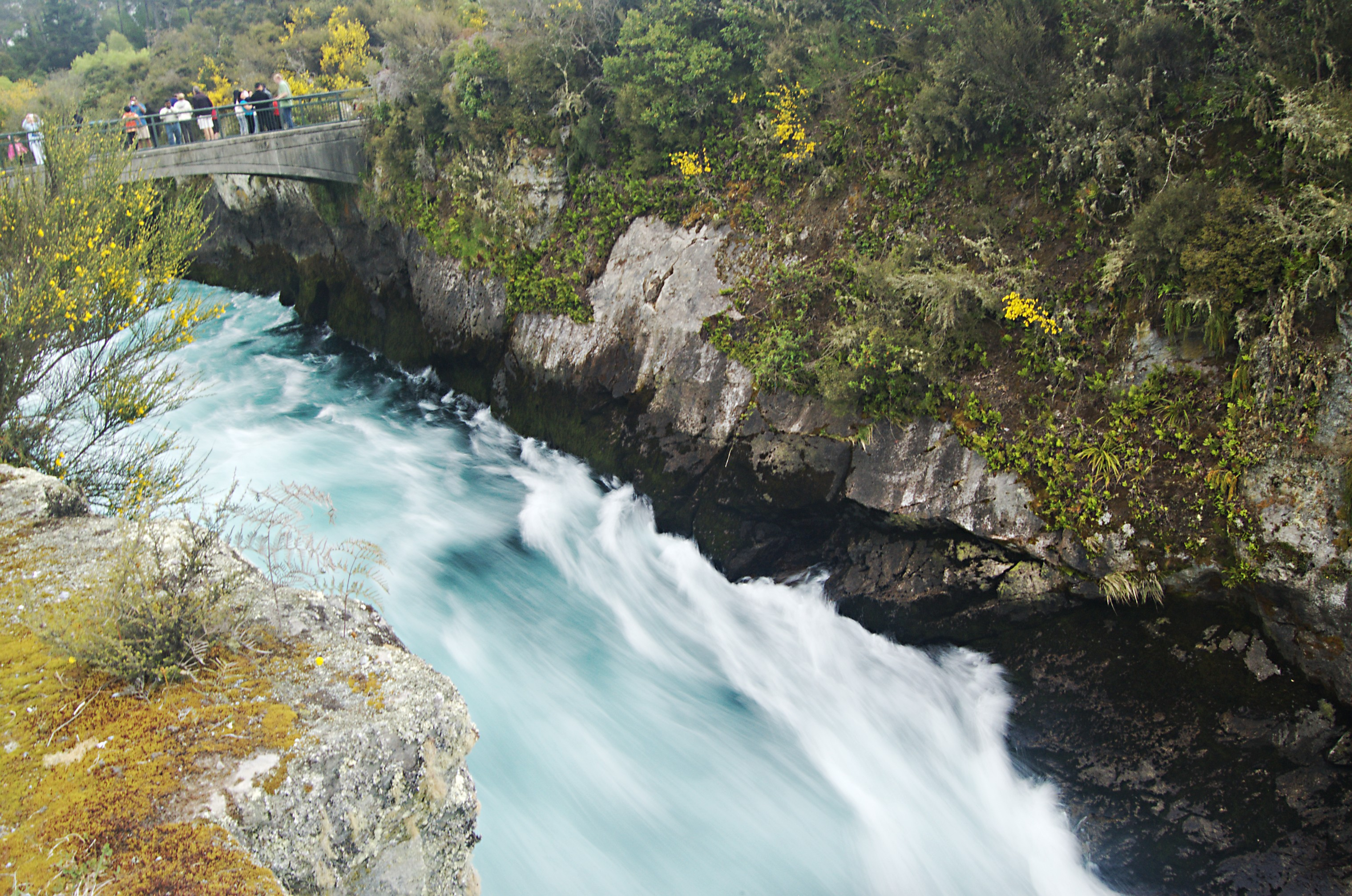
A szűk kanyon, egy híddal, baloldalt
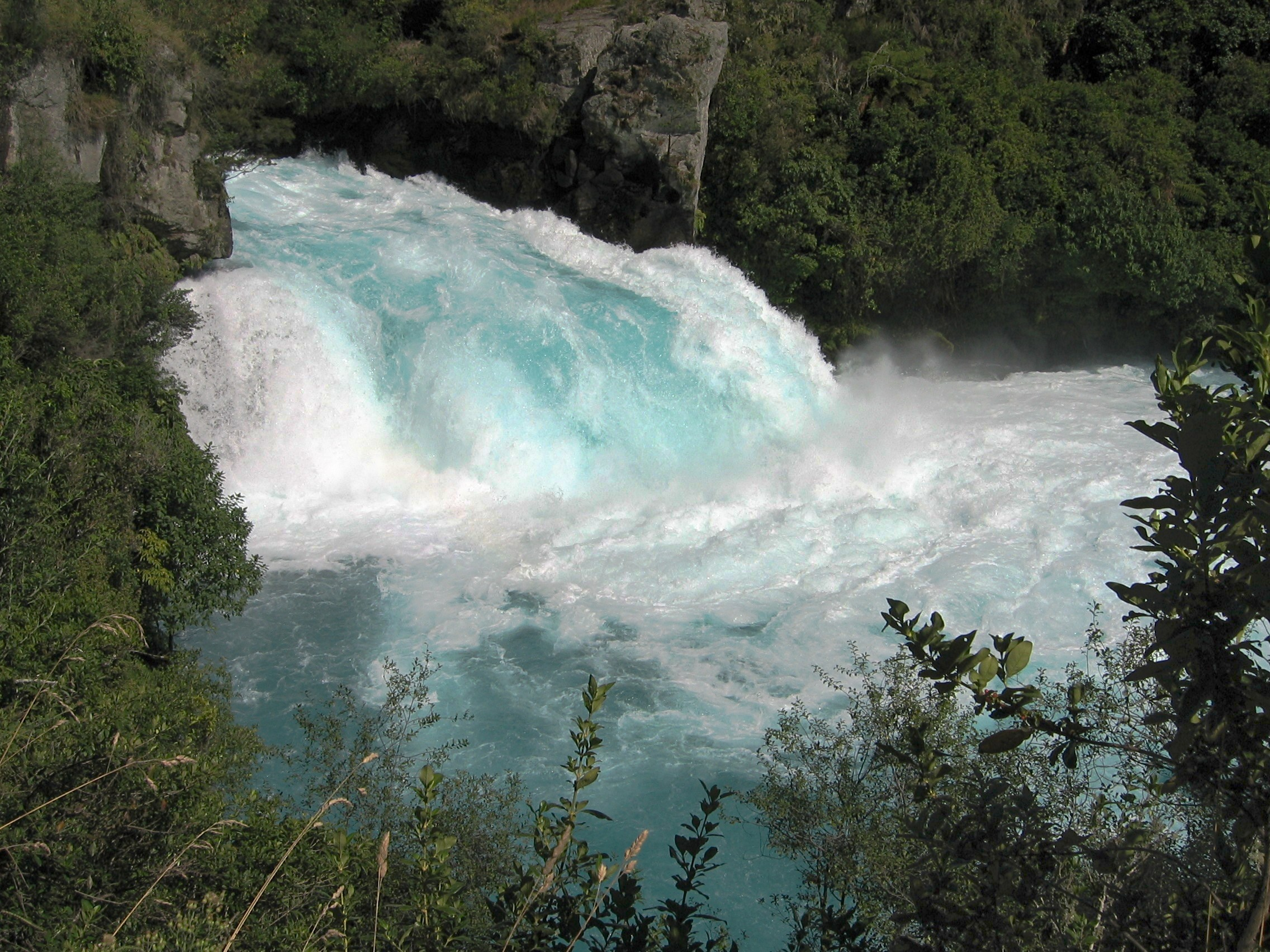
A Huka-vízesésnél
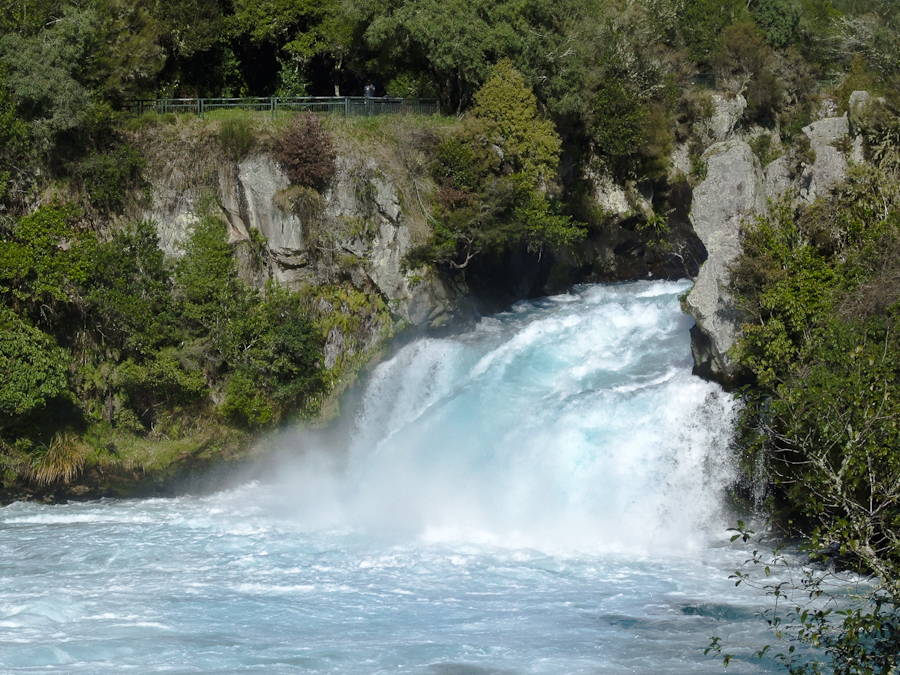
A Huka-vízesés és a kilátó

## Fordítás
Ez a szócikk részben vagy egészben  a   Huka Falls című angol Wikipédia-szócikk ezen változatának fordításán alapul.  Az eredeti cikk szerkesztőit annak laptörténete sorolja fel. Ez a jelzés csupán a megfogalmazás eredetét és a szerzői jogokat jelzi, nem szolgál a cikkben szereplő információk forrásmegjelöléseként.

## Kapcsolódó szócikk
- Új-Zéland vízrajza